# Luke Howard

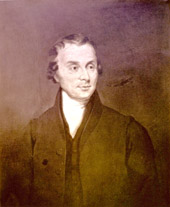
Luke Howard

Luke Howard (* 28. November 1772 in London; † 21. März 1864 in Tottenham) war Pharmakologe und Apotheker in London, beschäftigte sich außerdem intensiv mit der Meteorologie und hatte ein breitgefächertes Interesse an Naturwissenschaften. Er gilt als Begründer der modernen Wolkenkunde.

## Leben
Howard wurde als erstes Kind von Robert und Elizabeth Howard geboren. Sein Vater war ein erfolgreicher Geschäftsmann und gehörte, wie später auch Luke Howard selbst, als Dissenter der Religionsgemeinschaft der Quäker an. Dies ermöglichte es ihm, seinen Sohn für sieben Jahre auf eine Grammar School in Burford nahe Oxford zu schicken. Eine wissenschaftliche Ausbildung nach heutigen Maßstäben erhielt er dort – wie auch später – zwar nicht, jedoch zeigte er schon früh ein besonderes Interesse für die Natur, speziell jedoch an Wolken.
Besonders prägend für den elfjährigen Howard waren wohl die ungewöhnlichen Wettererscheinungen des Jahres 1783, die auf Ausbrüche der Vulkane Laki am 8. Juni und Asama zurückzuführen sind. Durch den Eintrag von vulkanischen Partikeln bis in hohe Atmosphärenschichten kam es auf der gesamten Nordhalbkugel zu beeindruckenden Farbeffekten. Die enorme Staubwolke bedeckte im folgenden Sommer ganz Europa und Teile Nordafrikas. Hinzu kam ein eindrucksvoller Meteor am 18. August desselben Jahres. Howard wurde und blieb bis zu seinem Lebensende ein hingebungsvoller Wetterbeobachter, auch mit dem Antrieb, sich diese Phänomene erklären zu können. Er war dabei jedoch von Beruf kein Meteorologe, sondern Geschäftsmann.
Nach seiner schulischen Ausbildung begann er 1787 eine Lehre als Apotheker bei Ollive Sims in Stockport, studierte aber auch zugleich Chemie, Botanik und Französisch. Im Jahr 1795 erhielt er von seinem Vater das nötige Startkapital für ein eigenes Geschäft. Im darauffolgenden Jahr heiratete er Mariabella Eliot, aus deren Ehe mehrere Söhne hervorgingen. Am 23. März 1796 wurde er Mitglied der Askesian Society, eines kleinen Gesprächszirkels Gleichgesinnter. Mit dessen Gründer William Allen und dessen Unternehmen Plough Court pharmacy ging Howard in der Folge eine geschäftliche Verbindung ein, wobei er für die Produktion von Chemikalien verantwortlich war.
Mit der „Howards and Sons Ltd.“ hatte er schließlich um 1807 ein Unternehmen zur Herstellung pharmazeutischer Chemikalien aufgebaut. Ein Schwerpunkt seiner Arbeit lag in der Versorgung der britischen Kolonialtruppen und -beamten mit Chinin. Die Labore übergab er dabei jedoch bald an seinen Sohn John Eliot, um sich stärker Meteorologie und Botanik widmen zu können.
Seine Arbeiten im Bereich der Botanik führten dabei schon 1802 zur Aufnahme in die Linnean Society, spielen aber aus heutiger Sicht eine untergeordnete Rolle. Obwohl die Meteorologie für ihn nach heutigen Begriffen nur eine Art Hobby unter anderen darstellte, war sie doch das Feld, das ihn am meisten faszinierte. Er selbst meinte hierzu: “Meteorology was my real penchant.” (deutsch: „Die Meteorologie war meine wahre Vorliebe.“)
Luke Howard engagierte sich darüber hinaus jedoch auch für soziale Projekte. So trat er für eine Bekämpfung der Sklaverei ein und organisierte Unterstützung für die unter der napoleonischen Fremdherrschaft auf dem europäischen Kontinent Leidenden. Für letzteren Zweck wurde er geschäftsführender Sekretär eines Londoner Hilfskomitees, das sich mit der Sammlung von Geld befasste. Als Dank für die Überweisung eines Betrags von 2500 Pfund Sterling für die deutsche Stadt Magdeburg und deren Umgebung wurde ihm und Robert Humphrey Marten am 18. Oktober 1815, anlässlich einer Gedenkfeier an die Völkerschlacht, die Magdeburger Ehrenbürgerschaft verliehen.
1821 wurde er aufgrund seiner Verdienste um die Meteorologie in die Royal Society aufgenommen.

## Werk und Wirkung
Europäische Berühmtheit erlangte Howard als „Pate der Wolken“ (Richard Hamblyn, englisch Godfather of the Clouds). In seinem Vortrag On the Modification of Clouds, den er im Dezember 1802 im Plough-Court-Laboratorium vor der Askesian Society in London hielt und der 1803 im Philosophical Magazine XVI veröffentlicht wurde, führte er aus, dass man die Wolken sehr einfach in Kategorien einteilen könne. Er legte damit den Grundstein für die noch heutige gültige Klassifikation der Wolken, denn bis zu seiner Zeit galten diese als zu vielgestaltig, komplex und kurzlebig, um sie kategorisieren zu können. Die Wissenschaft beachtete sie kaum.
Neben seiner Arbeit an der Erforschung von Wolken veröffentlichte Howard auch wichtige Arbeiten zu anderen meteorologischen Themen und war dabei unter anderem ein Pionier der Stadtklimatologie, mit dem ersten Lehrbuch des Fachgebietes überhaupt, dem dreibändigen The Climate of London. Dieses basierte auf Wetterbeobachtungen, die Howard im Jahr 1806 begann. Als einer der Ersten ergänzte er dabei seine visuellen Beobachtungen auch durch Messung von Temperatur und Luftdruck. Er setzte diese Messungen bis 1830 fort, also über einen Zeitraum von fast 30 Jahren.
Mit Seven Lectures on Meteorology ist er zudem der Autor des ersten Lehrbuchs der Meteorologie.
Nach ihm wurde der Luke Howard Award benannt.

### Die Klassifikation der Wolken nach Howard
| Wolkenklasse           | Abbildung | Definition von Howard                                                        |
| ---------------------- | --------- | ---------------------------------------------------------------------------- |
| Cirrus (Federwolke)    | Cirrus    | “Parallel, flexuous fibres extensible by increase in any or all directions.” |
| Stratus (Schichtwolke) | Stratus   | “A widely extended horizontal sheet, increasing from below.”                 |
| Cumulus (Haufenwolke)  | Cumulus   | “Convex or conical heaps, increasing upward from a horizontal base.”         |
| Nimbus (Regenwolken)   | Nimbus    | “Systems of clouds from which rain falls.”                                   |

Die von Howard vorgeschlagenen Grundkategorien, von denen er selbst annahm, jede Wolke gehöre zu einer von ihnen, sind in der rechten Tabelle dargestellt. Als vierte Kategorie, für Wolken, die im Moment der Beobachtung Niederschlag hervorbrachten, führte er die Bezeichnung Nimbus ein, wobei man heute zwischen Nimbostratus und Cumulonimbus unterscheidet. Howard begnügte sich jedoch nicht mit diesen Kategorien. Ihren eigentlichen Nutzen für eine Wettervorhersage sah er vielmehr in der Entwicklung der Wolken von einem Typ zu einem anderen, weshalb er für diese auch Übergangsformen wie Cumulo-stratus definierte.
Wie schon wenige Jahrzehnte zuvor Carl von Linné in der Taxonomie der Lebewesen, nutzte Howard für sein Klassifikationssystem lateinische Namen, da diese international verstanden wurden und – noch wichtiger – ohne Übersetzung genutzt werden konnten. Die im selben Jahr, jedoch etwas früher erschienene Publikation Jean-Baptiste de Lamarcks zum gleichen Thema konnte sich nicht durchsetzen, ganz im Gegensatz zu Howards System. Dieses verbreitete sich schnell und fand zahlreiche Unterstützer. Sogar Goethe hörte 1815 von Howard und nutzte fortan dessen Klassifikationssystem, ja er war so begeistert, dass er ihm 1821 eine Hymne über „seine Wolken“ mit dem Titel Howards Ehrengedächtnis widmete und sie, wie auch Howard selbst, zeichnete. Beide traten 1822 in Briefkontakt. Auch hatte Howard einen Einfluss auf die Maler der Romantik, insbesondere William Turner, John Constable und Caspar David Friedrich (durch Goethe, der sich hierbei mit Friedrich überwarf). Die bedeutendste Folge seiner Studien betraf jedoch die empirische Wissenschaft der Meteorologie als Ganzes, denn nun konnte man in großem Umfang Daten zusammentragen und die Wolken verstehen lernen.

### Von Howard
Die wichtigsten Veröffentlichungen Howards in chronologischer Reihenfolge sind:
- Average Barometer (1800)
- Theories of Rain (1802)
- On the Modification of Clouds (1802 gehaltener Vortrag, veröffentlicht im Philosophical Magazine 1803), 3. Auflage 1832 mit Illustrationen, die Howards Skizzen nachempfunden wurden (Digitalisat)
- Beginn des Meteorological Register (1806, Veröffentlichungen im Athenaeum Magazine ab 1807)
- The Climate of London (zunächst zwei Bände 1818–1819, zweite Ausgabe mit drei Bänden 1833)
- Seven Lectures In Meteorology (gehalten erstmals 1817, veröffentlicht 1837)
- Barometrographia (1847)

### Über Howard
- Richard Hamblyn: Die Erfindung der Wolken. Wie ein unbekannter Meteorologe die Sprache des Himmels erforschte. Insel-Verlag, Frankfurt am Main 2001, ISBN 3-458-17084-7.

Bemerkung: Nahezu alle im Internet erhältlichen Informationen beziehen sich auf dieses ursprünglich in englischer Sprache erschienene Buch, das das einzige seiner Art darstellt und somit auch die Gefahr einseitiger Darstellungen bedingt.
- Johann Wolfgang von Goethe: Howards Ehrengedächtnis.
- Claus Bernet: Luke Howard. In: Biographisch-Bibliographisches Kirchenlexikon (BBKL). Band 28, Bautz, Nordhausen 2007, ISBN 978-3-88309-413-7, Sp. 827–832 (Artikel/Artikelanfang im Internet-Archive).